# Lutjanus quinquelineatus
Lutjanus quinquelineatus is een straalvinnige vis uit de familie van snappers (Lutjanidae) en behoort derhalve tot de orde van baarsachtigen (Perciformes). De vis kan een lengte bereiken van 38 centimeter. De hoogst geregistreerde leeftijd is 31 jaar.

## Leefomgeving
Lutjanus quinquelineatus is een zoutwatervis. De vis prefereert een tropisch klimaat en heeft zich verspreid over de Grote en Indische Oceaan. De diepteverspreiding is 2 tot 40 meter onder het wateroppervlak.

## Relatie tot de mens
Lutjanus quinquelineatus is voor de visserij van aanzienlijk commercieel belang. In de hengelsport wordt er weinig op de vis gejaagd. Tevens wordt de soort gevangen voor commerciële aquaria.